# Scytodes venusta
Scytodes venusta är en spindelart som först beskrevs av Tord Tamerlan Teodor Thorell 1890.  Scytodes venusta ingår i släktet Scytodes och familjen spottspindlar. Inga underarter finns listade i Catalogue of Life.